# Roy Mata
Roy Mata era un poderós cap melanesi del segle xiii del que avui és Vanuatu. La seva elaborada tomba, que contenia els cossos de més de 25 membres del seu seguici, va ser descoberta per l'arqueòleg francès José Garranger el 1967 i inscrita a la llista del Patrimoni de la Humanitat de la UNESCO des del 2008.